# 소프트모자

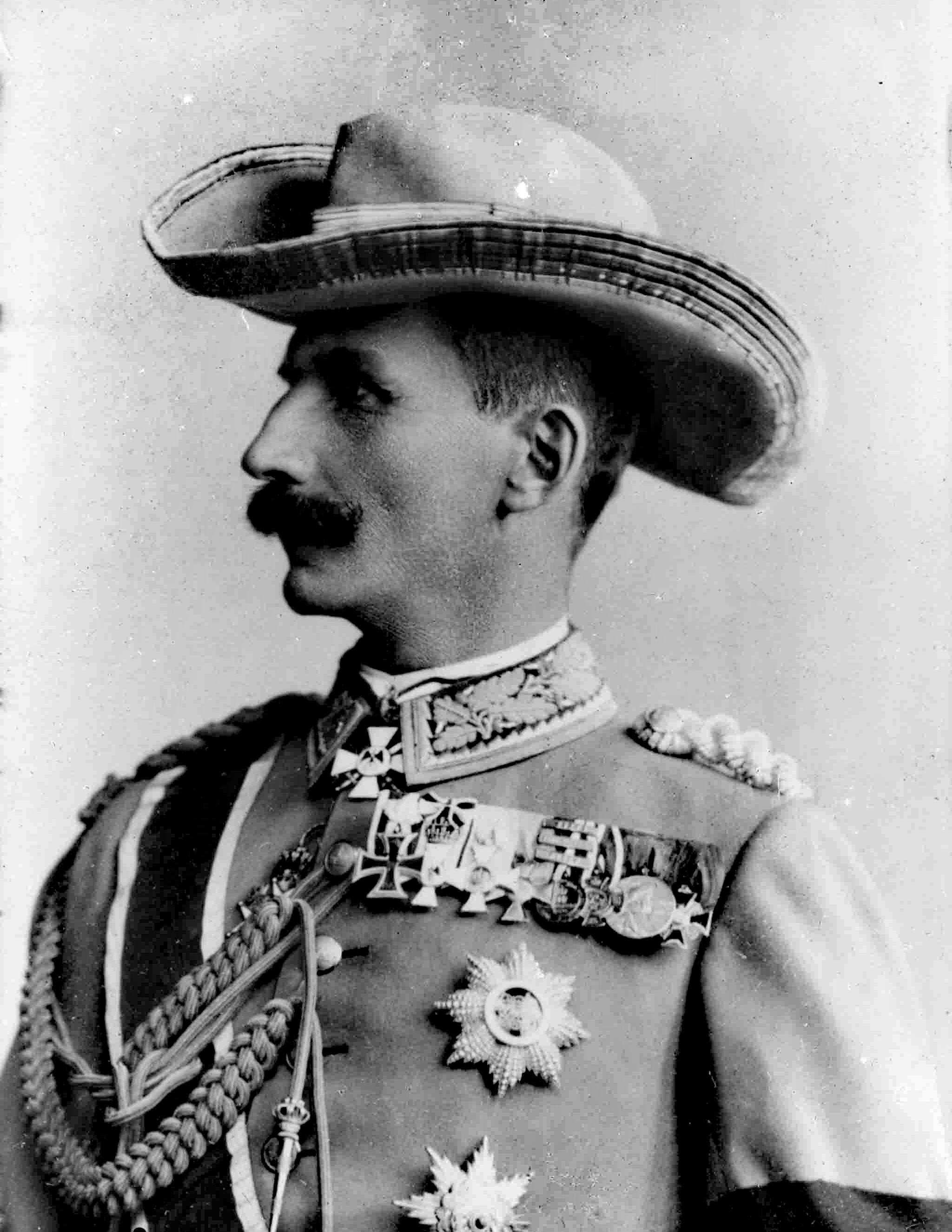
군용 소프트모를 쓴 에두아르트 폰 리베르트.

소프트모자(slouch hat)는 테두리가 넓은 펠트 또는 직물 모자이다. 군대에 군용으로 흔히 쓰였다.